# Мобильная реклама
Мобильная реклама — подвид мобильного маркетинга, в котором реклама распространяется с использованием мобильных телефонов. Имеет высокий потенциал в силу большого количества пользователей мобильной связи (более 3 млрд на 2007 год).
Виды мобильной рекламы:
- Рассылка рекламных сообщений с помощью сервиса передачи коротких текстовых сообщений "SMS".
- Рассылка рекламных MMS-сообщений
- Реклама, размещаемая в мобильном Интернете: на WAP-сайтах, на мобильных версиях сайтов, или внедряемая при соучастии операторов сотовой связи внутрь любых сайтов
- Размещение рекламы внутри приложений и игр для смартфонов

## Рынок мобильной рекламы
Мировой рынок мобильной рекламы оценивался на 2011 год в 5.3 млрд долларов США (оценка Interactive Advertising Bureau), что сопоставимо с объемом рынка наружной рекламы и превышает объем видео-рекламы в кинотеатрах.

## История рынка мобильной рекламы[3]
2000
- Первая мобильная реклама передается через SMS

- Основана Ассоциация мобильного маркетинга, глобальная некоммерческая торговая ассоциация, представляющая всех участников рынка мобильного маркетинга .

- Первая конференция по мобильной рекламе, организованная Ассоциацией мобильного маркетинга.

2001
- Широкополосный доступ 3G был запущен в Японии.

2002
- Канадской компанией RIM выпущен первый смартфон BlackBerry, который поддерживал все функции мобильного телефона, веб-серфинг, push e-mail и другие беспроводные сервисы.

2005
- Nike и Pontiac проводят впервые используют СМС рассылку в рекламной кампании Write the future (Создай будущее / дословно — Напиши будущее).

2006
- Admob, компания мобильной рекламы, основанная Омаром Хамуи (теперь принадлежит Google), запускает свою платформу мобильной рекламы.

- Основание еще одной компании, занимающейся мобильной рекламой (биржа мобильной рекламы), Millenial Media
- Появление геоконтекстной рекламы. Первая платформа геоконтекстной рекламы AdLocal (разработка компании Cirius Technologies) появилась в Японии.

2009
- Adfonic запустили еще одну биржу мобильной рекламы.
- Foursqare успешно запустили гео-таргетированные рекламные объявления.
- Сеть 4G запущена в Стокгольме.
- Затраты на мобильную рекламу достигли $416 000 000 в год.

2010
- Apple выпускает свою мобильную рекламную платформу iAd.
- Запуск платформы геоконтекстной рекламы POIdo в России.
- По данным eMarketer, объем рынка мобильной рекламы в США увеличивается до 1,45 миллиарда долларов.

2011
- Расходы на мобильную рекламу достигли 743 миллиона долларов, а к концу года превысили значение $1 102 000 000 в год.

2012
- IPO (выход на биржу) Millenial Media (биржа мобильной рекламы).
- Расходы на мобильную рекламу достигают $1 500 000 000 в год.
- Facebook запускает платформу для рекламы на мобильных устройствах.

2013
- Solve Media запускает универсальную платформу для мобильной рекламы.
- Мобильный широкополосный доступ (4G) развертывается быстрее, чем предыдущие поколения.
- Запуск рекламы в Instagram

2015
- YouTube запустил новый формат видеорекламы — 360-градусные ролики. Новый функционал запущен на базе рекламной платформы TrueView. Панорамные рекламные ролики поддерживаются в приложениях для iOS и Android.

2016
- Мобильные устройства обогнали настольные компьютеры по использованию Интернета.
- Запуск рекламы в Snapchat и Spotify

2017
- Мобильная электронная коммерция, то есть транзакции, совершаемые мобильным устройством, составляет 34% всей электронной коммерции в мире.

2021
- по состоянию на 2021 год 85% американцев владеют смартфонами по сравнению с 35% в 2011 году.